# El Carmen del Darién
El Carmen del Darién è un comune della Colombia facente parte del dipartimento di Chocó.
L'istituzione del comune è del 22 settembre 2000.